# Impatiens cirrhipetala
Impatiens cirrhipetala är en balsaminväxtart som beskrevs av Joseph Dalton Hooker. Impatiens cirrhipetala ingår i släktet balsaminer, och familjen balsaminväxter. Inga underarter finns listade i Catalogue of Life.